# Schloss Johannisberg (Rheingau)

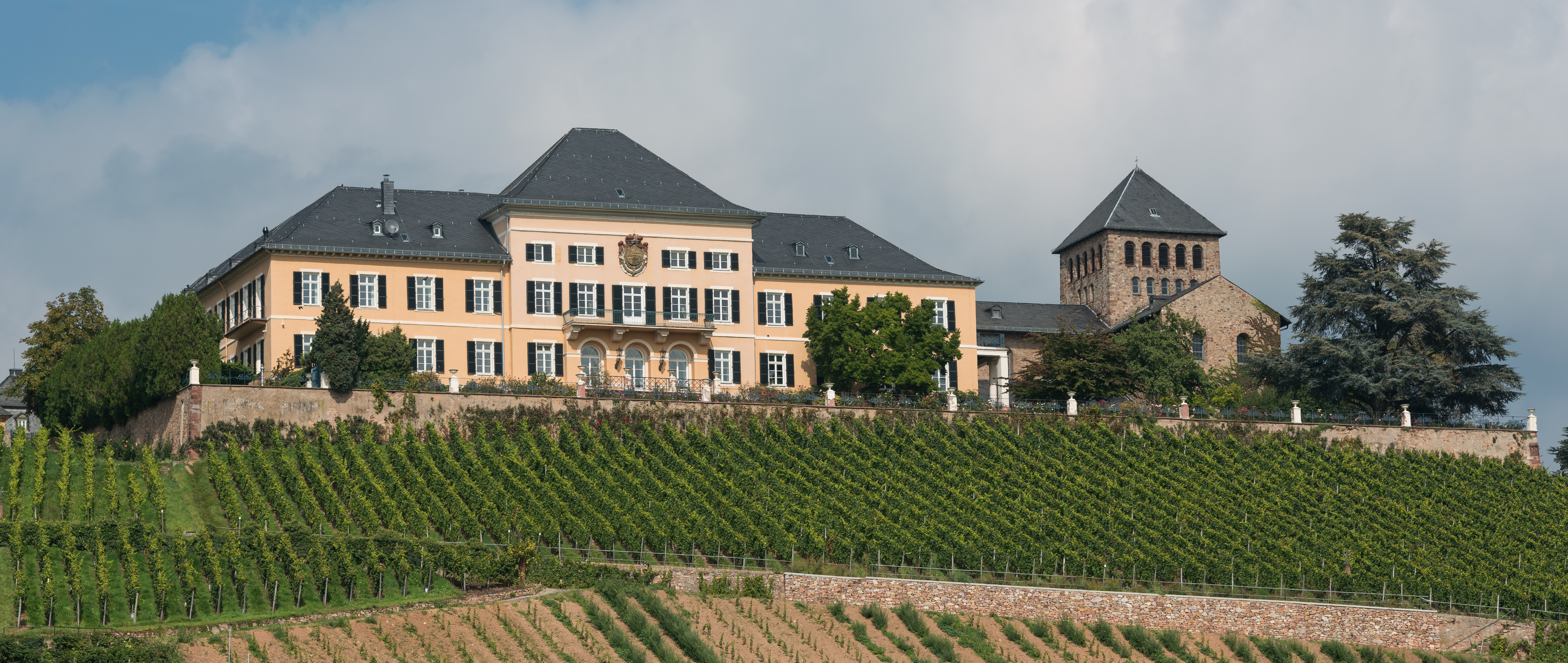
Schloss Johannisberg mit zugehörigem Weinberg von Süden aus fotografiert

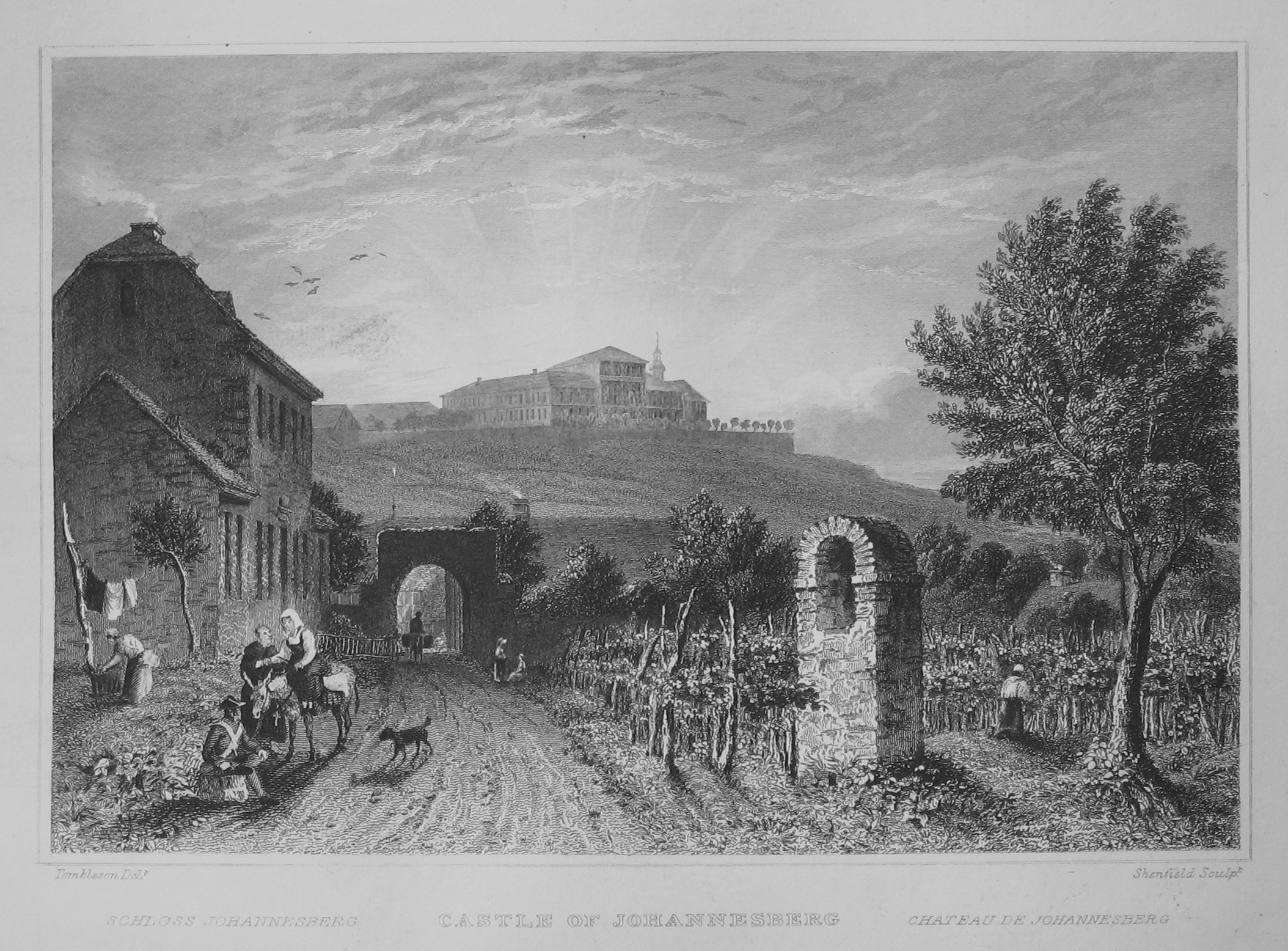
Schloss Johannisberg um 1832 auf einem Stich nach Tombleson

Schloss Johannisberg ist eine Schlossanlage mit einem traditionsreichen Weingut sowie der dazugehörigen Weinlage in der Gemarkung von Geisenheim im Rheingau. Die Gesamtanlage geht auf ein Klosterweingut zurück, dessen Geschichte bis ins 8. Jahrhundert zurückreicht. Der Fürst-von-Metternich-Saal des Schlosses ist heute Spielstätte für das Rheingau Musik Festival.
Die dem VDP angehörende Weinbaudomäne ist alleiniger Besitzer der 50 Hektar großen Lage, die zu den besten des Rheingaus zählt. Hier wird ausschließlich Riesling angebaut. Schloss Johannisberg ist administrativ ein eigener Ortsteil von Geisenheim, was dem Weingut mit dem Weingesetz von 1971 das Recht verlieh, den Lagennamen ohne Ortsbezeichnung auf dem Etikett zu führen. Im Jahr 2000 wurde Schloss Johannisberg schließlich als eine einzige Lage in das Lagenkataster des hessischen Weinbauamtes eingetragen.

## Geschichte

### Anfänge und Klosterweingut

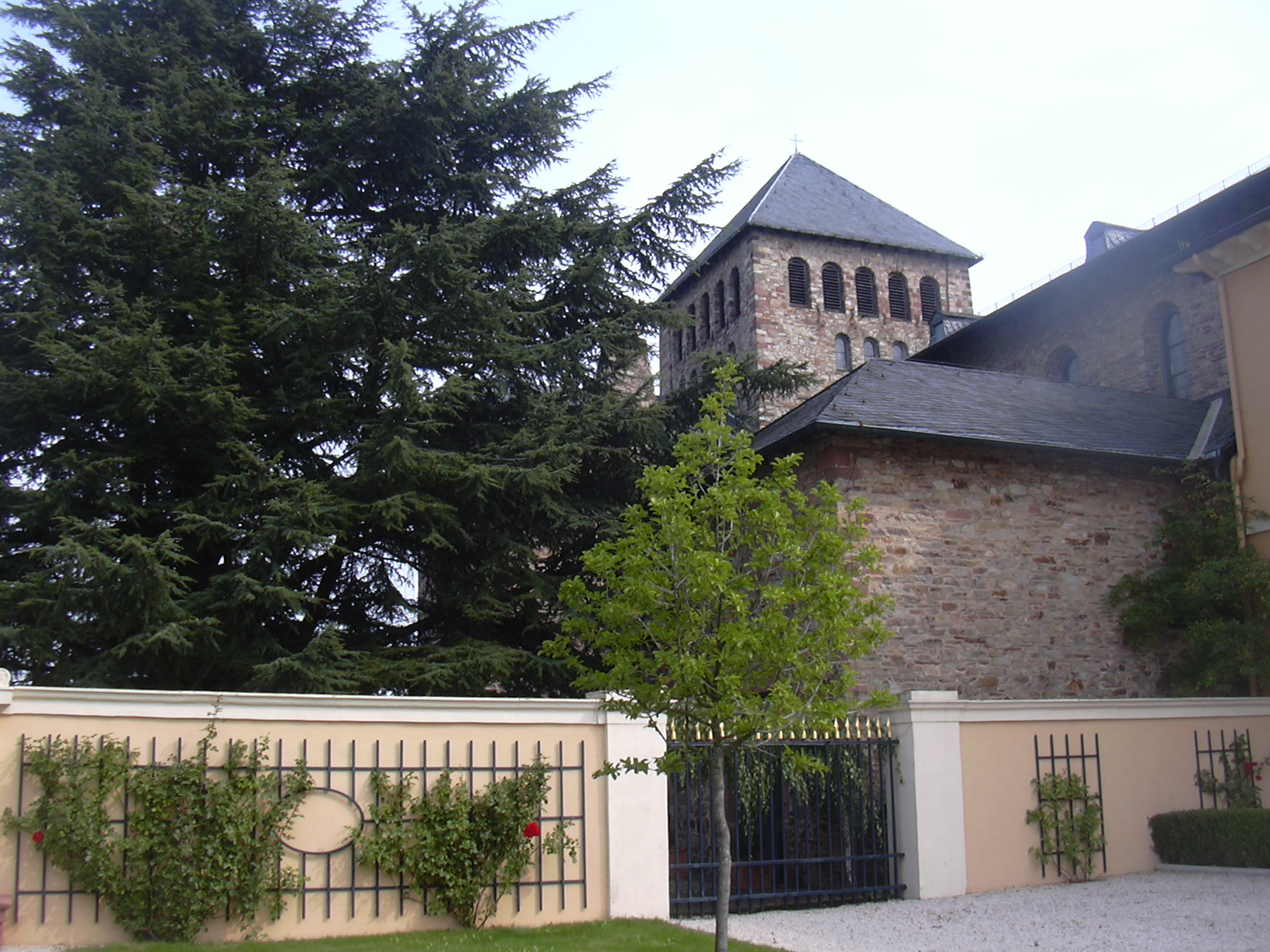
Klosterkirche Johannisberg mit barockem Gitter zum Ehrenhof und großer Zeder

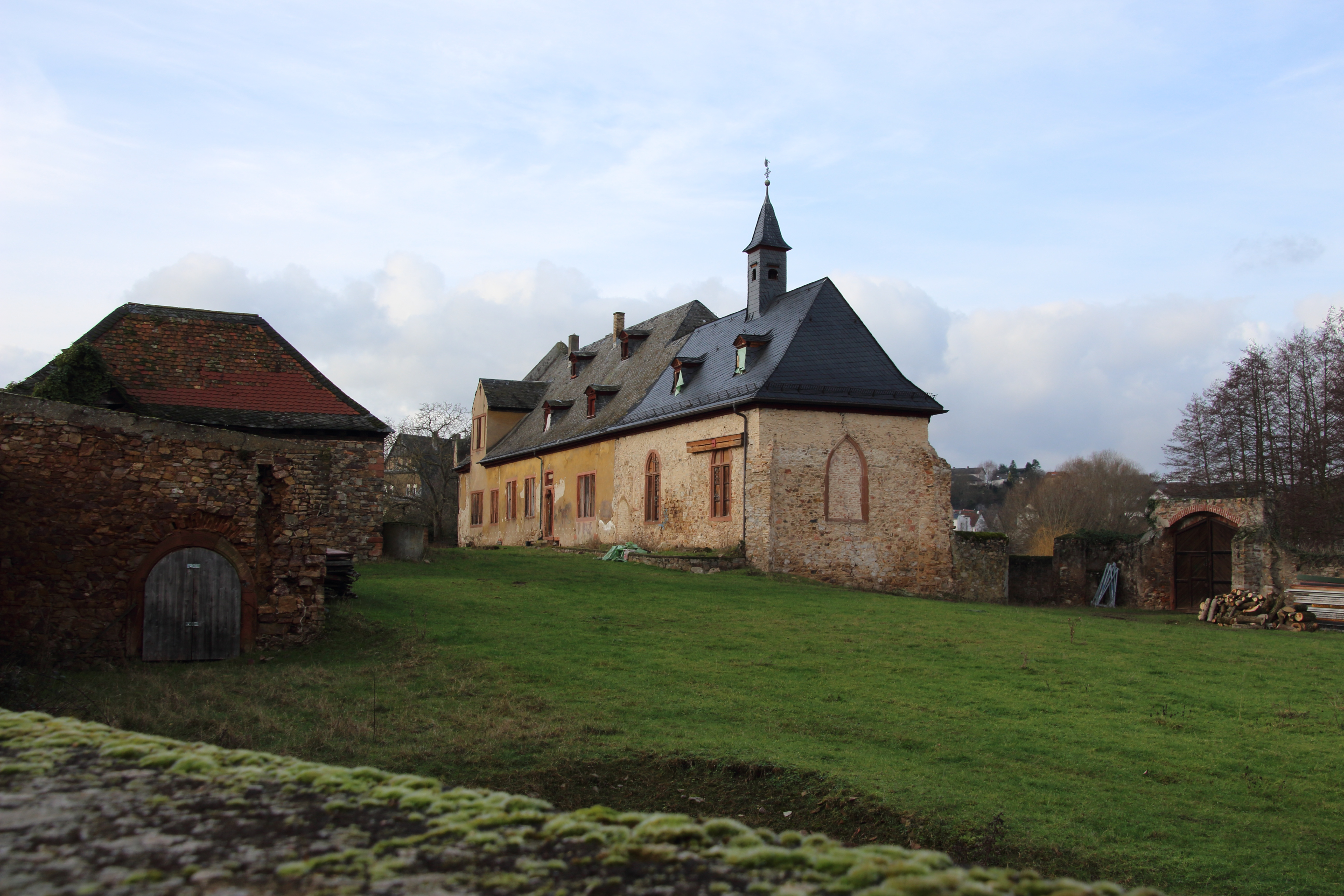
Johannisberger Klause St. Georg

Der Legende nach ist die Anlage eines Weinbergs auf Karl den Großen zurückzuführen, der von seiner Pfalz in Ingelheim aus beobachtet haben soll, dass der Schnee auf dem Johannisberg als erstes schmolz. Im Jahr 772 wurde eine Schenkung von Geisenheimer Ländereien an die Abtei Fulda beurkundet. 817 tauschten die Mönche die Anlagen mit Ludwig dem Frommen gegen Ländereien in der Wetterau. Der Vertrag erwähnt explizit die Lage der Parzelle am Elsterbach, der am Fuß des Johannisberges fließt. Kaiser Otto II. verlieh 983 den Mainzer Bischöfen die Hoheitsrechte über den westlichen Teil des Rheingaus, für den Weinberg hatte sich aber bereits zuvor der Name „Bischofsberg“ etabliert.
Um 1100 schenkte der Mainzer Erzbischof Ruthard ihn dem Mainzer Benediktinerkloster Sankt Alban, das dort eine neue Mönchsgemeinschaft einrichten sollte. Das neue Kloster wurde dem heiligen Johannes geweiht. Die Stiftung und Namensgebung wurde mit dem Mainzer Judenpogrom (jüdisch Gezerot Tatnu) vom 27. Mai 1096 (Gedenktag des Papstes Johannes I.) in Verbindung gebracht und demnach als Sühneleistung des Bischofs und seines Schwagers Rheingraf Richolf verstanden, auch aus jüdischer Sicht. In der Mitte des 12. Jahrhunderts erschien erstmals die Bezeichnung „Sankt Johannisberg“ für den Besitz. Bis 1130 war Johannisberg eine Priorei des Klosters Sankt Alban. Danach wurde es von Adalbert von Saarbrücken zu einem eigenständigen Kloster erhoben. Etwa um diese Zeit wurde die dreischiffige Pfeilerbasilika mit neun Jochen und vorspringendem Querschiff erbaut, von der nur noch Fundamente erhalten sind. Zeitweilig besaß das Kloster Johannisberg eine Priorei, aus der später das Kloster Eberbach hervorging. Kloster Johannisberg war in der Anfangszeit ein Doppelkloster, mit einer angeschlossenen Frauenklause. Die erstmals um 1170 erwähnte Sankt-Georgsklause am Fuß des Berges, die bis 1452 bestand, wurde zur Namenspatin der heutigen Weinlage „Johannisberger Klaus“.

### Niedergang und Ende des Klosters
Nach einer anfänglichen Blütezeit setzte ein allmählicher Niedergang ein. Im Jahr 1451 klagte der Kardinal Nikolaus von Kues, dass „das Kloster innerlich und äußerlich zerfallen“ sei „infolge der unordentlichen Lebensweise der Mönche“. Sie seien aber reformwillig unter der Bedingung, dass ihnen zur Sicherung ihrer Lebensgrundlage auch die Klause mit ihren Gütern zugesprochen werde. Dies geschah, und 1457 schloss sich der Konvent der reformorientierten Bursfelder Kongregation an. Eine neue Blütezeit begann. Der Bauernkrieg 1524/25 brachte dann jedoch den Anfang vom Ende, und der Raubzug des Markgrafen Albrecht Alcibiades von Brandenburg-Kulmbach im Markgräflerkrieg 1552 ruinierte das Kloster vollends. Als 1563 der letzte Abt verstarb, verfügte der Mainzer Erzbischof Daniel Brendel von Homburg die Auflösung des Klosters; die Güter unterstanden fortan weltlicher Verwaltung. 1635 sah sich der damalige Mainzer Erzbischof Anselm Kasimir gezwungen, zur Abdeckung der Kosten der schwedischen Besatzung des Rheingaus im Dreißigjährigen Krieg, den Johannisberg zu verpfänden. Die Klosterkirche war 1634 zum ersten Mal zerstört worden. Der Reichspfennigmeister Hubert von Bleymann erhielt die gesamten Weineinkünfte als Verzinsung des von ihm gewährten Darlehens über 20.000 Reichstaler. Die Schuldsumme wurde 1641 um 10.000 Taler erhöht, und der Vertrag ging später auf die Nachkommen des Gläubigers, Georg von Gise bzw. dessen Sohn Johann Heinrich, über. Diese verloren aber anscheinend Anfang des 18. Jahrhunderts das Interesse am Johannisberg.

### Die Fuldaer Zeit und die Entwicklung der Spätlese

Der Spätlesereiter

Im Jahre 1716 verkaufte der Erzbischof Lothar Franz von Schönborn den Johannisberg an den Fuldaer Fürstabt Konstantin von Buttlar, der für den Erwerb insgesamt 75.392 Gulden aufbrachte. Er ließ das Anwesen für weitere 148.000 Gulden zu seiner Sommerresidenz ausbauen. Die romanische Kirche wurde wieder aufgebaut und innen nach Plänen Johann Dientzenhofers barockisiert.
Führende Mainzer Baumeister – Andrea Gallasini und Johann Kaspar Herwarthel – errichteten ein dreiflügeliges barockes Schlossgebäude, dessen Ehrenhof im Norden liegt. Von diesem Bau existieren unverändert noch die beiden äußeren Pavillons sowie das Hofgitter. Innerhalb der Schlossanlage erhielt das Kelterhaus einen zentralen Platz. 1721 wurde der imposante, 260 m lange Gewölbekeller vollendet. Auch in die Weinberge wurden erhebliche Summen investiert. Die Rebfläche wuchs von 14,3 auf 18,9 Hektar, wovon die Hälfte neu bestockt wurde. Es wurde fast ausschließlich Riesling gepflanzt, nur ein kleiner Anteil blieb für die Orléansrebe – die damals beispielsweise noch am Rüdesheimer Berg dominierte – und Muskateller. Aus diesem Grund bezeichnet sich Schloss Johannisberg noch heute als das erste Riesling-Weingut der Welt. Die Pflanzdichte war damals erheblich höher als heute, denn allein 1720 und 1721 wurden 293.950 Reben gesetzt, was auf mindestens 30.000 Stöcke pro Hektar schließen lässt. In der zweiten Hälfte des 18. Jahrhunderts wurden bereits größere Mengen des Johannisbergers in Flaschen gefüllt – üblicherweise nach zehn Jahren Fasslagerung. Die Abfüllung erfolgte im Keller der Orangerie des Fuldaer Stadtschlosses. Dieser Keller, in dem die besten Johannisberger Weine eingelagert wurden, unterstand dem „geheimen Cabinet“, der Privatschatulle des Fürstabtes bzw. Fürstbischofs (ab 1752).
Bei diesen „Cabinet“-Weinen handelte es sich nach heutigen Maßstäben um Auslesen und Beerenauslesen, die von der Johannisberger Domäne seit dem letzten Viertel des 18. Jahrhunderts systematisch erzeugt wurden. Der Beginn dieser Tradition ist mit großer Sicherheit 1775 zu suchen. Der Kurier, der jedes Jahr eine Probe von Johannisberger Trauben nach Fulda zu bringen hatte, um dort die Leseerlaubnis einzuholen, hatte sich um acht Tage verspätet. Die Trauben waren in der Zwischenzeit von Edelfäule befallen; trotzdem kelterte man daraus einen Wein. Am 10. April 1776 stellte Verwalter Johann Michael Engert fest, so einen vorzüglichen Geschmack habe er noch nie erlebt. Ab diesem Zeitpunkt hat man die Lese stets so weit wie möglich hinausgeschoben. Die erste als „Cabinet“-Wein bezeichnete Auslese gab es auf Schloss Johannisberg wohl im Jahr 1779; den ersten Eiswein im Jahr 1858.
Ein Denkmal im Hof des Johannisberger Schlosses hat den „Spätlesereiter“ verewigt. Es handelt sich aber nicht um die ersten Weine aus edelfaulen Trauben. Solche sind bereits aus dem 16. Jahrhundert belegt, und 1757 wurde auf Schloss Johannisberg ebenfalls ein „delikater Wein“ aus edelfaulem Lesegut gekeltert.

### Schloss Johannisberg als Spielball der europäischen Politik
In den Koalitionskriegen hatte Schloss Johannisberg schwer unter den Übergriffen und Beschlagnahmen französischer Truppen zu leiden und wurde in der Folge zum Spielball der europäischen Politik. Die Säkularisation im Reichsdeputationshauptschluss von 1803 sprach Schloss Johannisberg nicht dem Fürsten Friedrich Wilhelm von Nassau-Weilburg, der den Rheingau bekommen hatte, sondern dem Haus Nassau-Oranien zu. Prinz Wilhelm V. reichte das Gut an seinen Sohn, den Erbprinzen Wilhelm-Friedrich weiter.
Da sich die Oranier weigerten, dem Rheinbund beizutreten, wurden sie 1806 von Napoleon Bonaparte enteignet. Der Versuch des Herzogs von Nassau, Schloss Johannisberg in seinen Besitz zu bringen, scheiterte jedoch. 1807 schenkte es Napoléon seinem Marschall François-Christophe Kellermann, dem Sieger von Valmy, als Belohnung für dessen militärische Verdienste. Als auf das gute Jahr 1807 mehrere schlechte Jahrgänge gefolgt waren, sah sich die damalige Verwalterin Adelaide Marco genötigt, den 1811er am Stock an den Frankfurter Bankier Peter Arnold Mumm zu verkaufen. Der sogenannte „Kometenjahrgang“ wurde der beste des ganzen Jahrhunderts. Mumm, der dafür nur 32.000 Gulden aufgewendet hatte, erlöste über 150.000 Gulden und konnte mit dem Gewinn sein eigenes Weingut in Johannisberg begründen.
1814 wurde die Domäne von den Verbündeten beschlagnahmt und unter gemeinsame Verwaltung gestellt. Im Wiener Kongress fiel zwar der Rheingau an das Herzogtum Nassau, der Johannisberg blieb jedoch davon ausgenommen. Ein Abkommen vom 13. Juni 1815 unterstellte es der Souveränität Österreichs. Es war jedoch abzusehen, dass die österreichische Krone das Gut nicht selbst verwalten würde. Zahlreiche verdiente Staatsmänner machten sich daher Hoffnungen auf den Johannisberg, so der preußische Generalstabschef Gneisenau, der Generalfeldmarschall von Blücher und der Minister Reichsfreiherr vom Stein, den der russische Zar Alexander I. favorisierte.

### Schenkung an Metternich
In dieser Situation griff der österreichische Außenminister Klemens von Metternich zu. Die Wurzeln seiner Familie lagen am Rhein (Haus Metternich in Koblenz), aus Geldnot hatte er jedoch 1811/12 die Besitzungen in Geisenheim und Rüdesheim versteigern lassen. Er konnte Kaiser Franz I. im Jahre 1816 davon überzeugen, ihm den Johannisberg gegen eine jährliche Abgabe von einem Zehntel des Ertrags der über zwölf Jahre alten Weinberge an das Haus Habsburg zu überlassen. Dieser Zehnte überdauerte bis heute alle politischen Umwälzungen. Seit 1945 wird er in Geld abgegolten, zuvor wurden die Fässer ausgelost. Zehntberechtigter ist zurzeit Karl Habsburg-Lothringen. Ursprünglich sollte das Gut als Fideikommiss bei Aussterben der Linie Metternich-Winneburg an die Habsburger zurückfallen. Diese Regelung fiel der Abschaffung der Adelsprivilegien im Jahr 1920 zum Opfer. Auf die politischen Souveränitätsansprüche auf den Johannisberg verzichtete Österreich erst 1851, was kräftige Steuernachzahlungen an die nassauische Staatskasse zur Folge hatte.
Metternich investierte nicht nur in den Weinbau. Unter der Leitung des großherzoglich-hessischen Hofbaumeisters Georg Moller wurde der Hauptbau des Schlossgebäudes klassizistisch umgestaltet. Ferner ließ Metternich einen Park im englischen Stil anlegen. Dafür konnte zunächst der Frankfurter Stadtgärtner Sebastian Rinz gewonnen werden, spätere Planungen erfolgten durch den Schöpfer des Frankfurter Palmengartens, Heinrich Siesmayer.
Der Johannisberg wurde in der ersten Hälfte des 19. Jahrhunderts zu einem Ziel des aufkommenden Rheintourismus; die Besucher tranken den berühmten Wein gleich auf der Schlossterrasse. Auch heute noch befindet sich hier der Ausschank, umgeben von Wein-Laubengängen, Feigen-Spalier und Esskastanien-Allee.
Trotz aller politisch bedingten Besitzwechsel überstand die Weinbaudomäne die Napoleonische Zeit vergleichsweise unbeschadet. Dies ist vor allem dem damaligen Verwalter, dem Benediktinerpater Karl Arnd, zu verdanken, der das Gut von 1792 bis 1824 leitete. Er setzte auf den Riesling als Qualitätssorte, späte Lese und die Flaschenabfüllung für hochwertige Partien. Ab 1818 wurden die besten Weine wieder als „Cabinetsweine“ verkauft. Im Gegensatz zur damals üblichen Praxis der Versteigerung wurde der 'Schloss Johannisberger' überwiegend im Fass oder in der Flasche direkt an den Handel verkauft. Die unterschiedlichen Qualitäten der Flaschenweine wurden durch verschiedenfarbigen Siegellack gekennzeichnet. Ferner ordnete Metternich 1830 an, dass alle Etiketten eigenhändig von Verwalter und Kellermeister unterschrieben werden mussten. Verkauft wurde der Schloss Johannisberger nach mehreren Jahren Fasslager. Dies lässt darauf schließen, dass der Wein stets eine malolaktische Gärung durchlaufen haben muss. Er dürfte also verhältnismäßig rund und aufgrund der späten Lese auch körperreich gewesen sein. Seine berühmte Würze erhielt er aus der Fassreife. Restsüße besaß er nur wenig – abgesehen von den damals (wie auch heute noch in Österreich) als „Ausbruch“ bezeichneten Beerenauslesen besonderer Jahrgänge. Im Jahr 1858 wurde auf Schloss Johannisberg aus gefrorenen Trauben der erste Eiswein von diesem Weingut gekeltert. Die nächsten Eisweine gab es 1890 und dann erst wieder 1950.

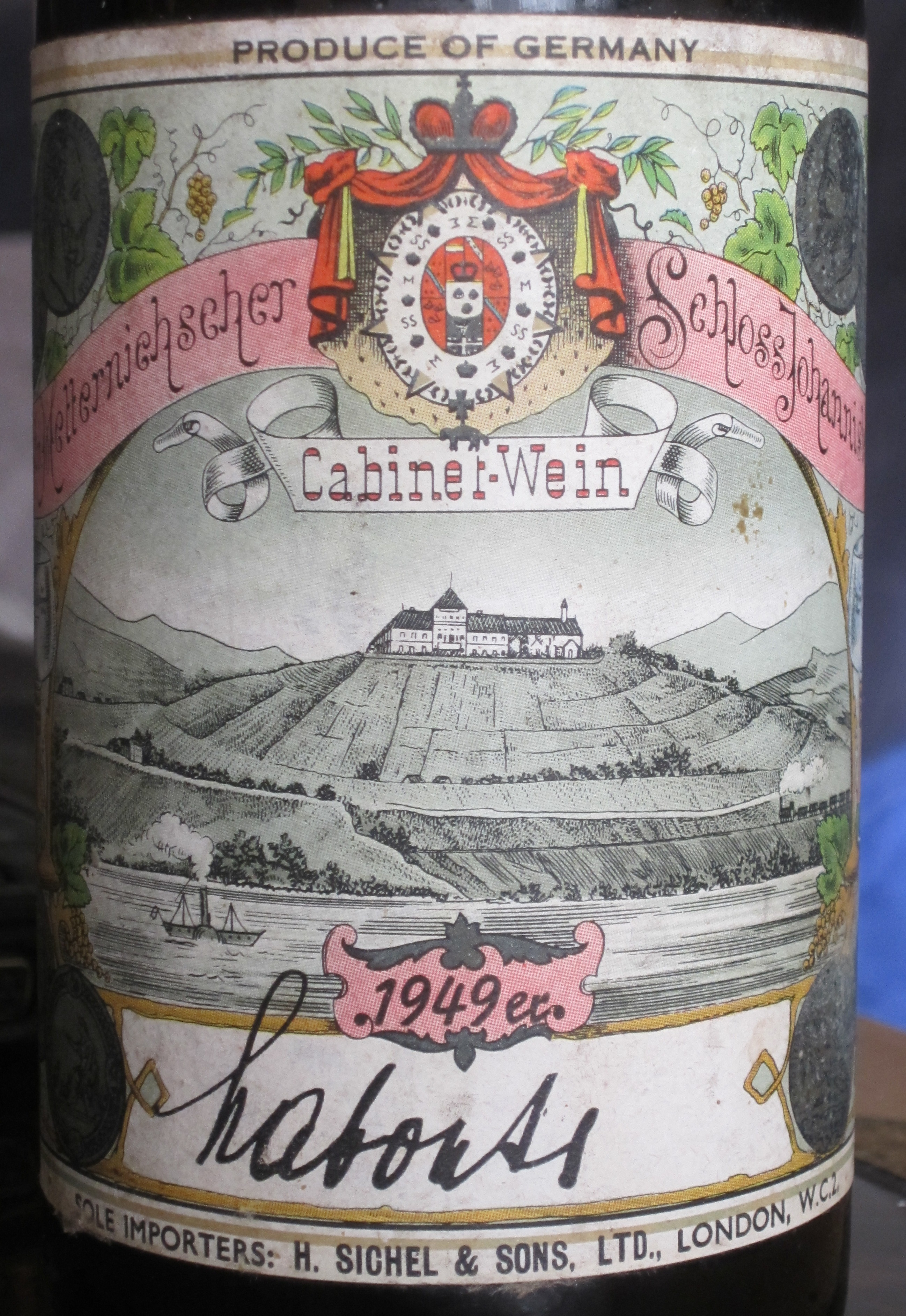
Wein-Etikett 1949

Weinkarten aus der Zeit vor dem Ersten Weltkrieg zeigen, dass der Schloss Johannisberger damals eines der teuersten und begehrtesten Gewächse Europas war. Sein Preis lag über dem der größten Bordeaux’. 1897 gehörte die Metternichsche Domäne zu den Gründern der „Vereinigung Rheingauer Weinguts-Besitzer“, die 1910 im „Verband Deutscher Naturweinversteigerer“ aufging. Aus diesem Verbund ging wiederum der heutige Verband Deutscher Prädikatsweingüter (VDP) hervor. 1915 wurde in den Johannisberger Rebgärten erstmals die Reblaus festgestellt, was die Neuanlage der Weinberge auf resistenten Unterlagsreben erforderte. 1935 wurde Schloss Johannisberg offiziell als Familienstammgut aufgelöst. Christian Josef Labonte, später auch Abgeordneter im Hessischen Landtag, steuerte das Gut als Domänenrat von 1924 bis 1956 aufrecht durch die schwierige Zeit des Nationalsozialismus. Da er auch jüdische Weinhändler belieferte, galt er als „politisch unzuverlässig“.
Am 13. August 1942 wurden Kirche und Schloss durch einen Notabwurf britischer Fliegerbomben nach einem schweren Angriff auf Mainz zerstört. Der Wiederaufbau des Schlosses dauerte bis 1964. Der Besitzer Paul Alfons von Metternich-Winneburg (1917–1992) nahm nach dem Verlust seiner böhmischen Besitzungen seinen Wohnsitz auf Schloss Johannisberg. Seine Witwe Tatiana lebte bis zu ihrem Tode im Jahr 2006 auf dem Schloss. Es ist bis heute nicht zu besichtigen, sondern nur im Rahmen von Veranstaltungen zugänglich. Alfons Fürst von Metternich-Winneburg war von 1976 bis zu seinem Tode 1992 der erste Großbailli in Deutschland des ökumenisch ausgerichteten Lazarus-Ordens und seine Witwe Tatiana von 1993 bis zu ihrem Tode die zweite Großbailli; daraus ergab sich, dass der Lazarus-Orden bis 2006 auf Schloss Johannisberg seinen deutschen Ordenssitz hatte.

### Basilika
Den Wiederaufbau der Kirche in den authentischen strengen romanischen Formen im Stil des 12. Jahrhunderts leitete Rudolf Schwarz. Er legte die verschütteten Pfeilerbasen frei, setzte die Seitenapsiden im Querhaus wieder an, ergänzte einen Vierungsturm und eine Taufkapelle am nördlichen Seitenschiff. Der Grundriss trägt Züge des karolingischen Mutterklosters Stift St. Alban vor Mainz. In diesem rekonstruierten Innenraum befinden sich nur wenige Stücke von der historischen Ausstattung (Sandstein-Lesepult und Skulpturen aus dem 15./16. Jahrhundert).
Die folgende Fotogalerie zeigt den Innenraum und Ausstattungsstücke der Basilika St. Johannes der Täufer, Schloss Johannisberg:

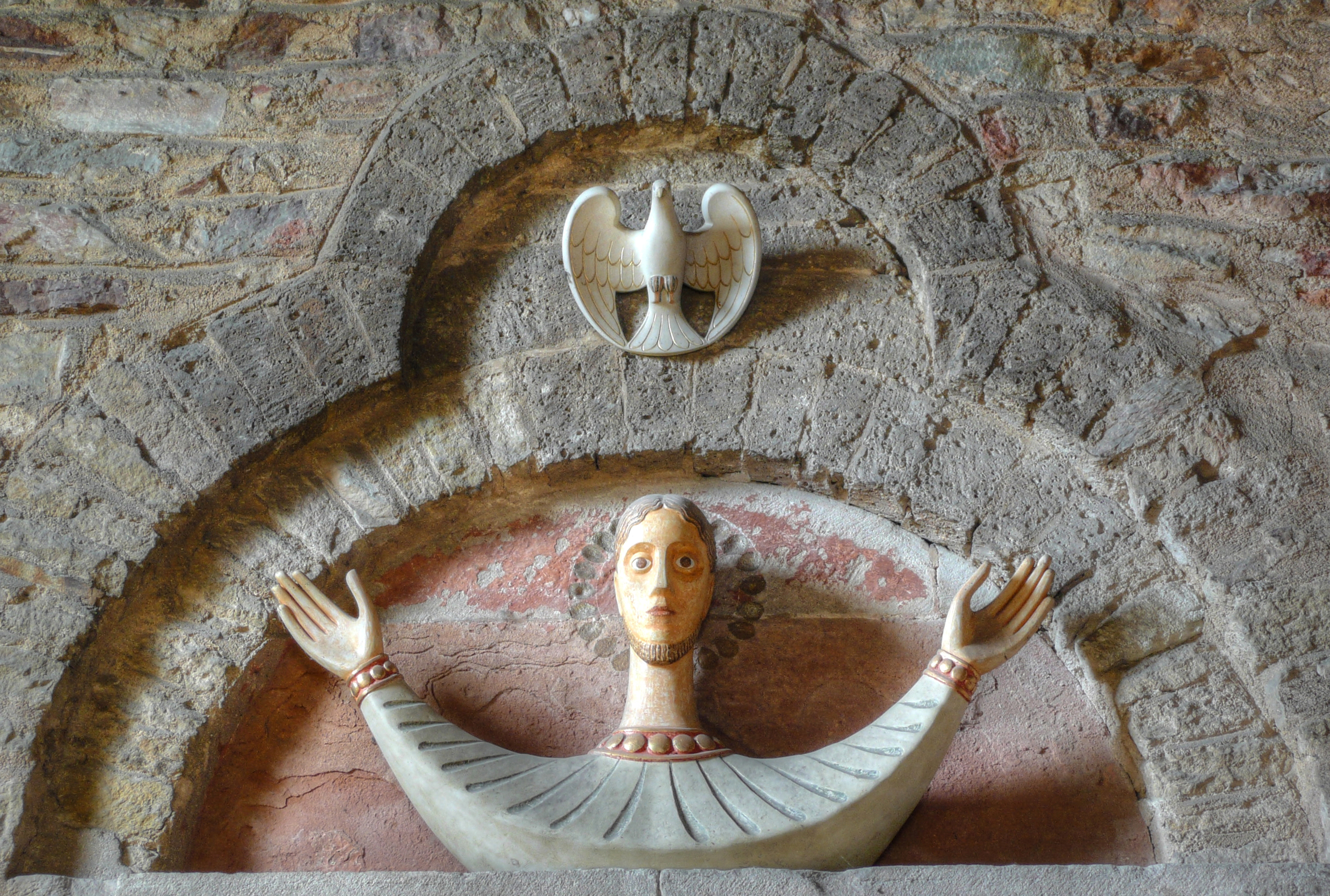
Figürliche Darstellungen über dem inneren Eingang
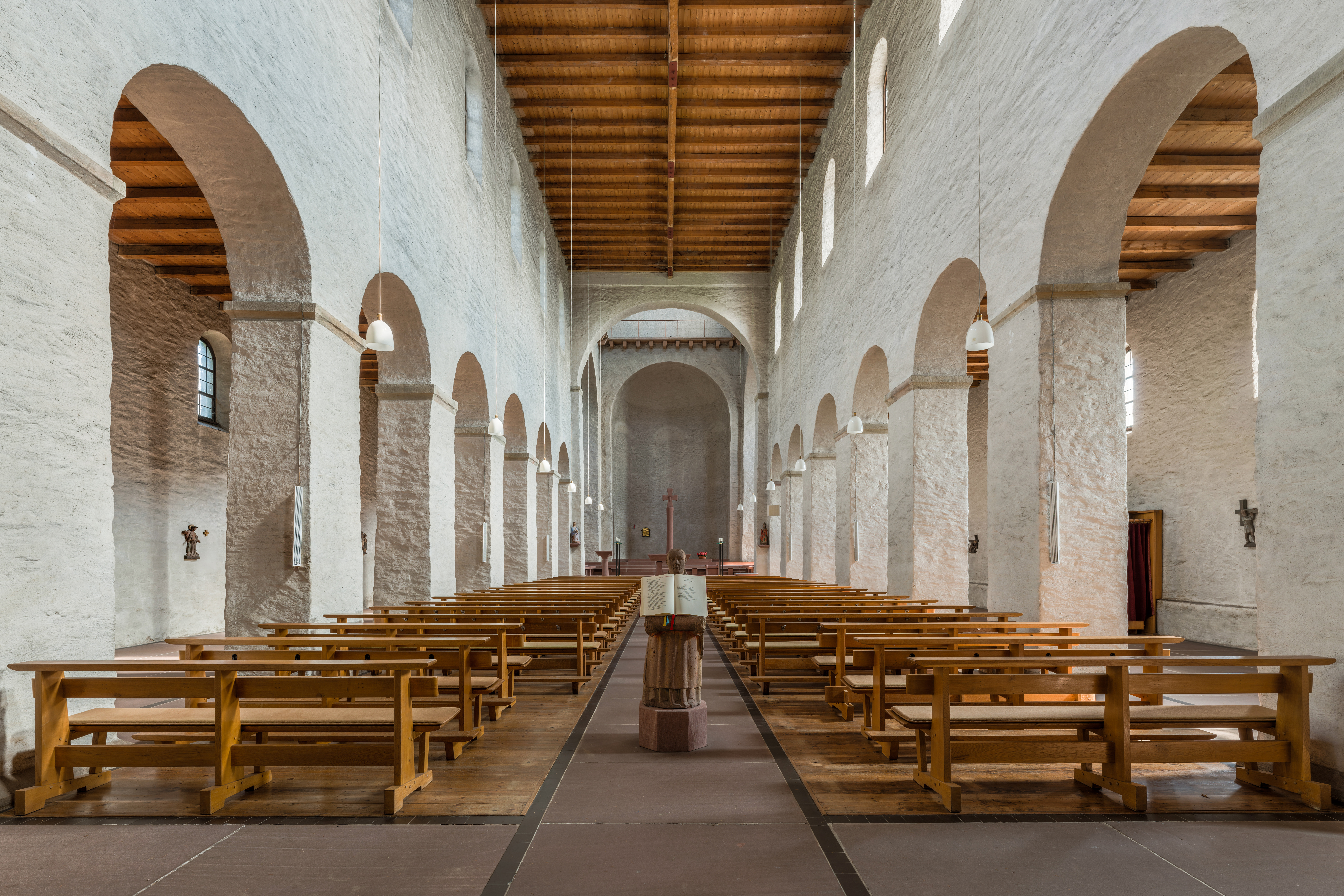
Blick in den Innenraum der Basilika (Mittelschiff)
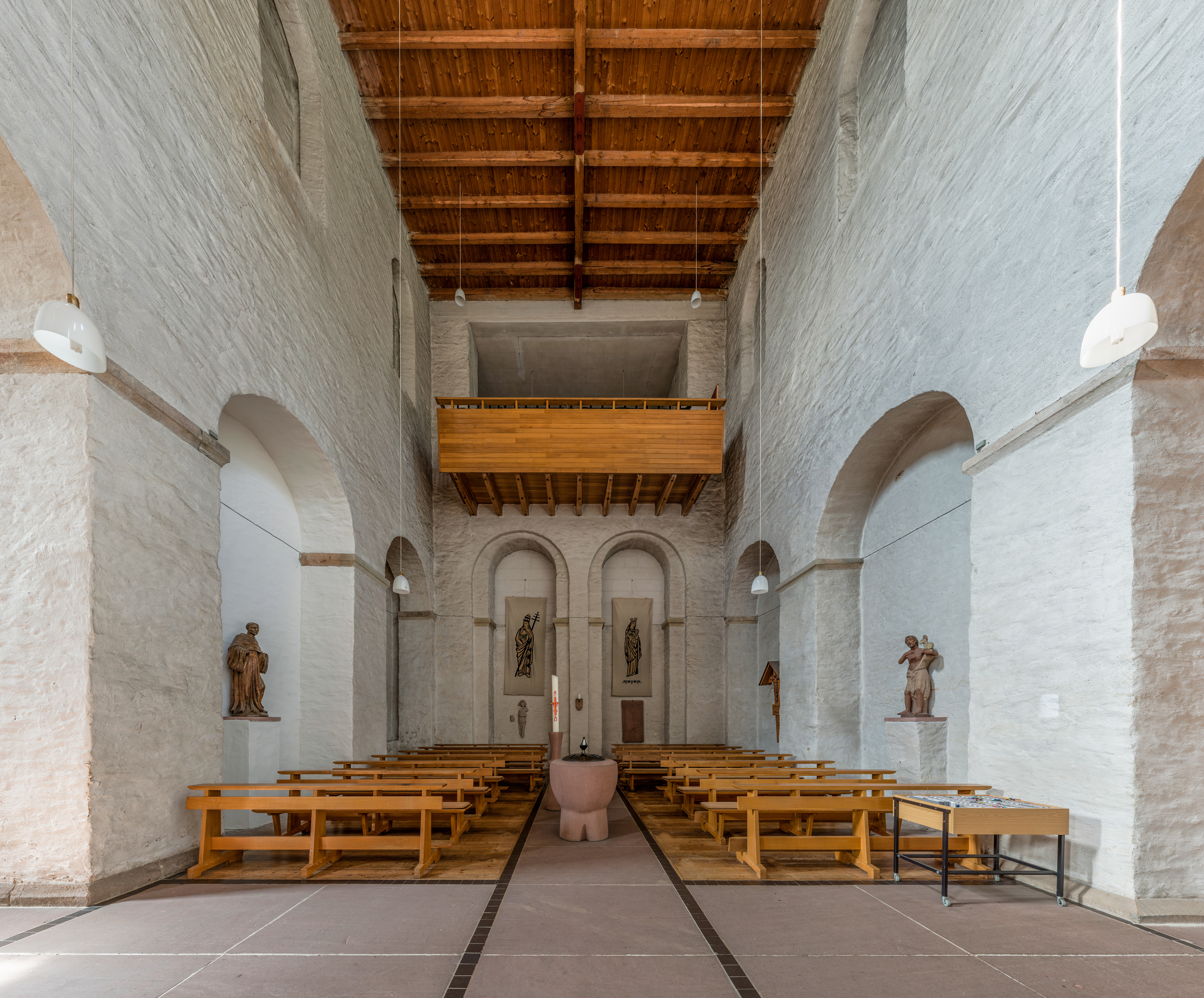
Blick in den Innenraum der Basilika (Taufbecken)
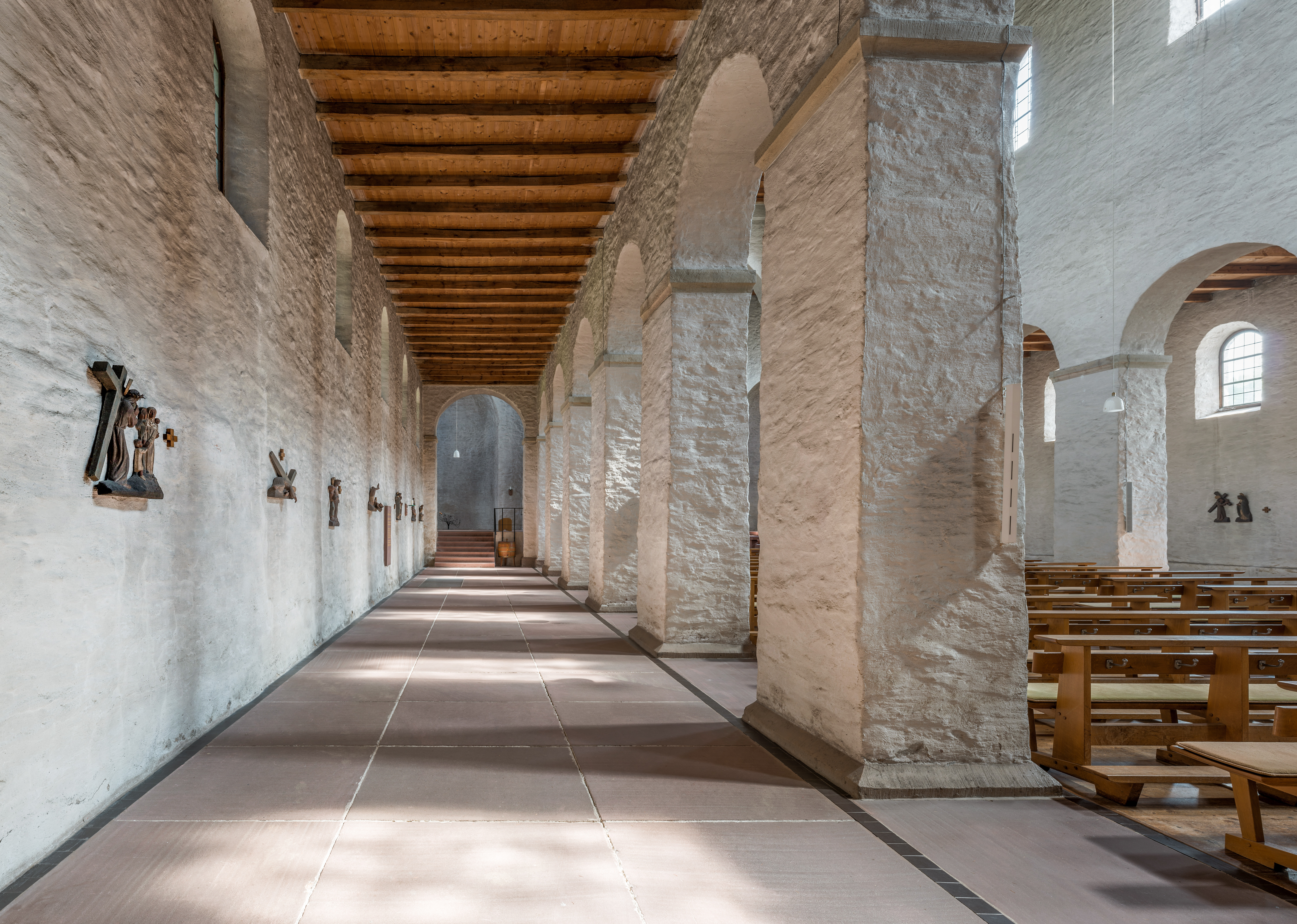
Nördliches Seitenschiff, Blick von Westen
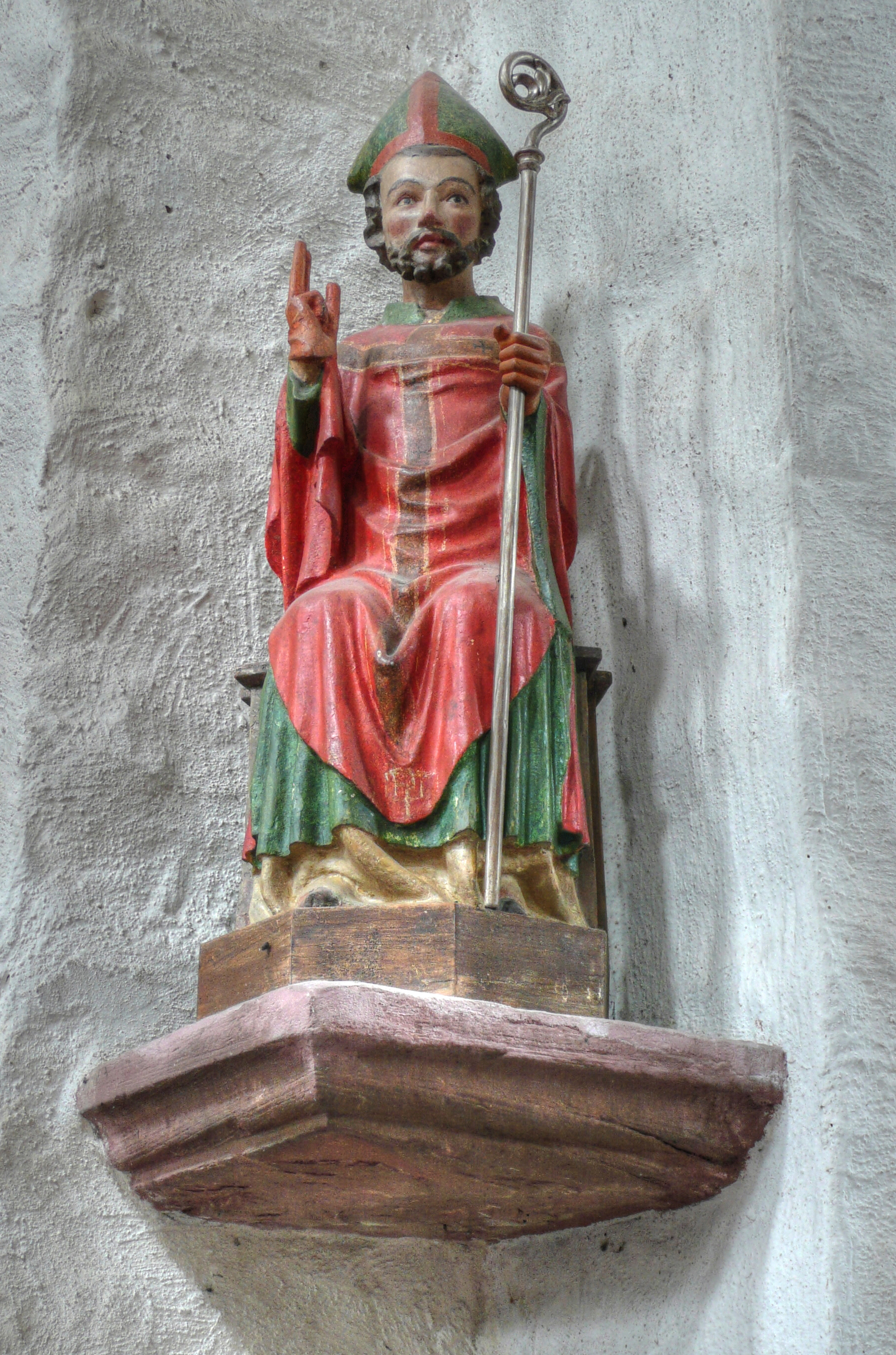
Hl. Nikolaus, Holzfigur um 1350
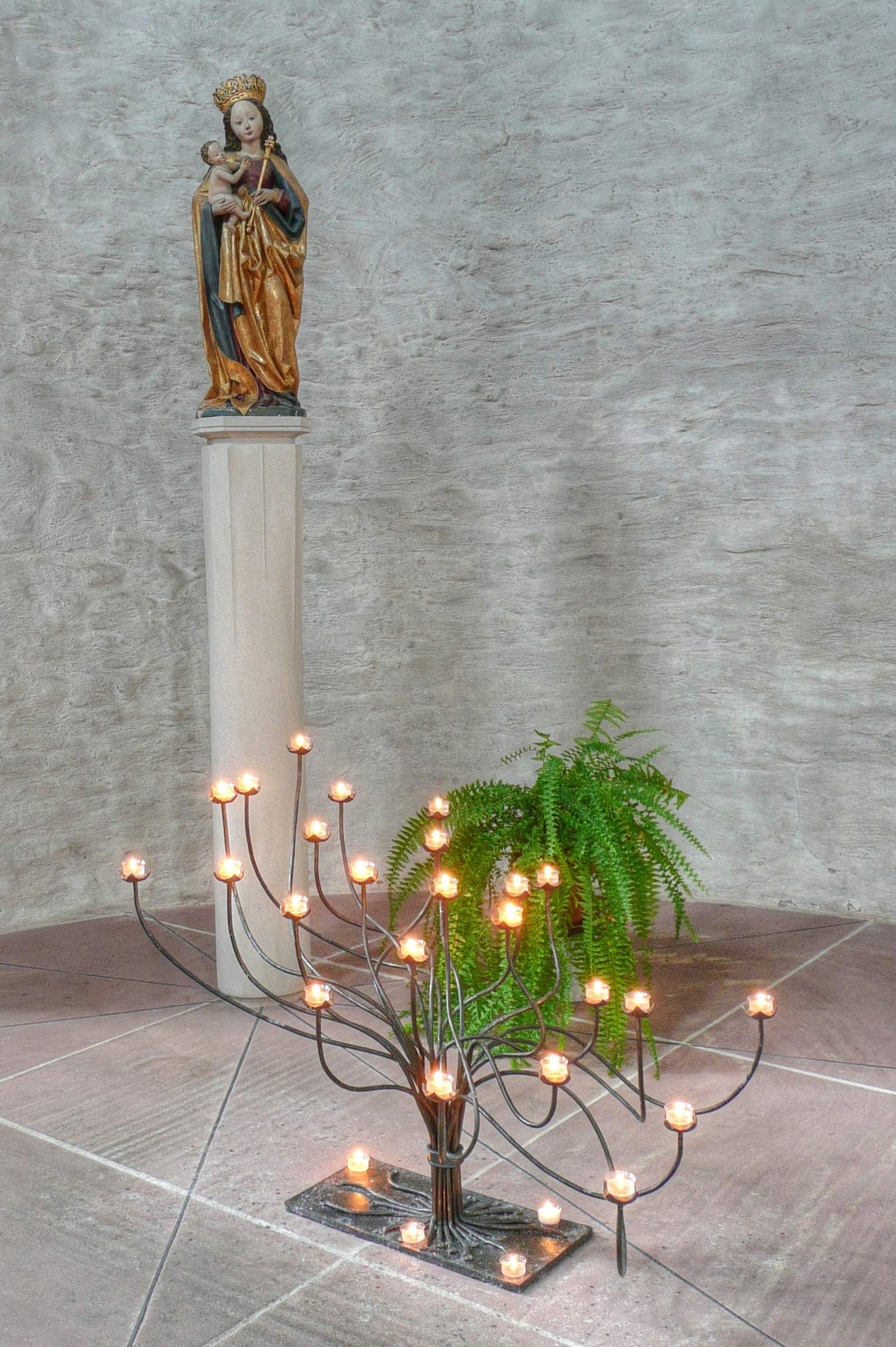
Gotische Madonna um 1480 (Holz)
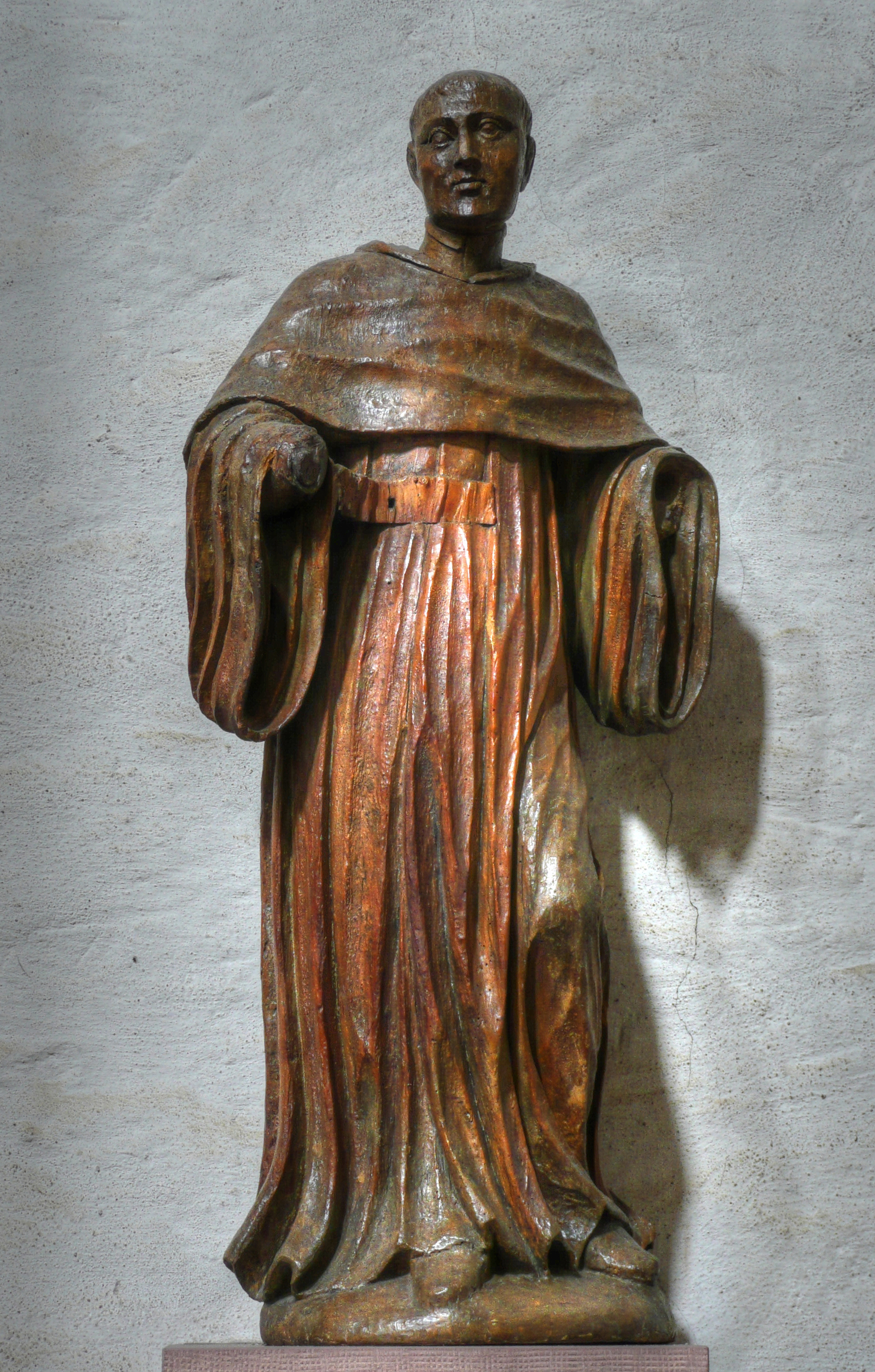
Stehender Mönch (möglicherweise der Hl. Benedikt), Holzfigur um 1720
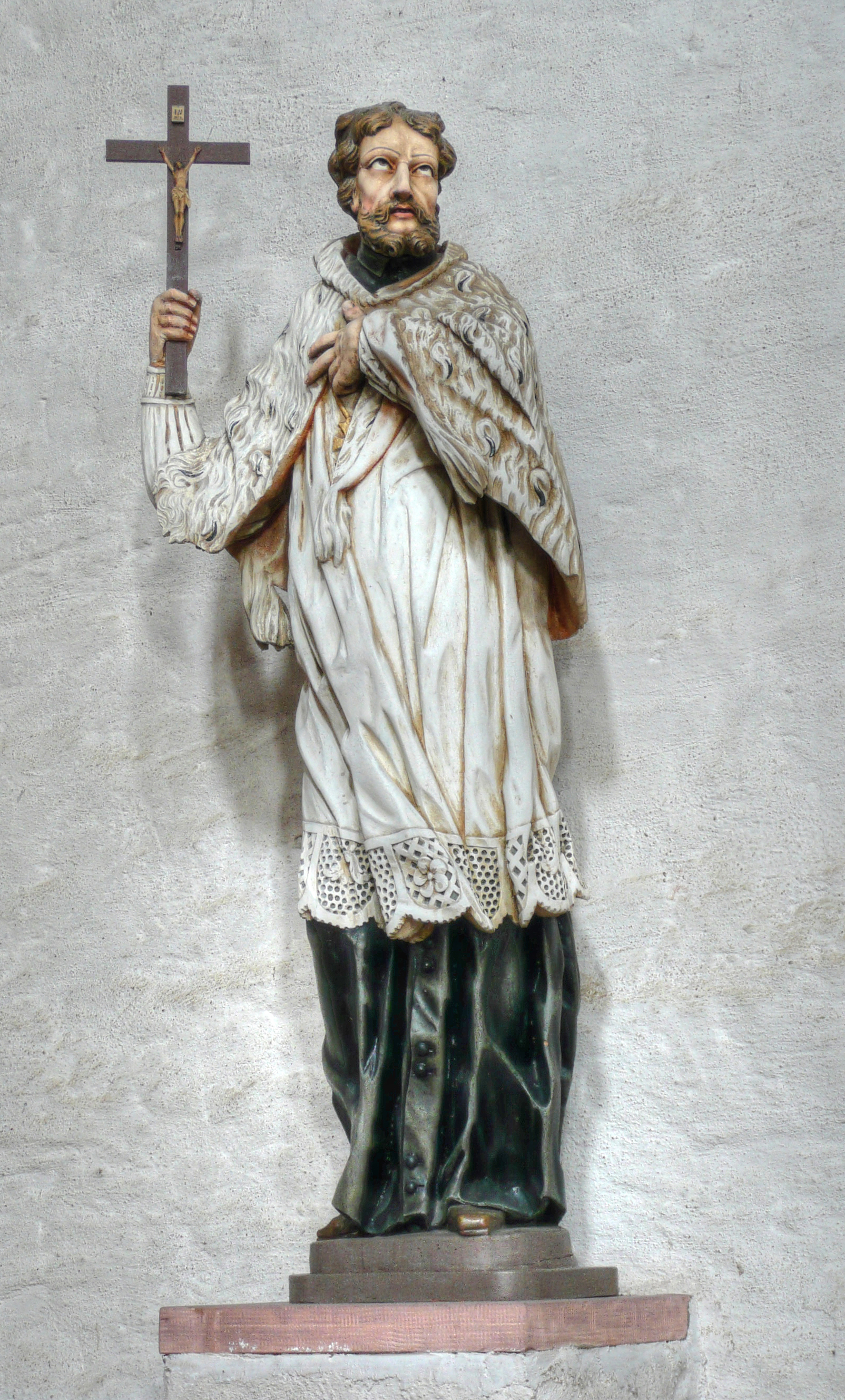
Plastik eines Heiligen
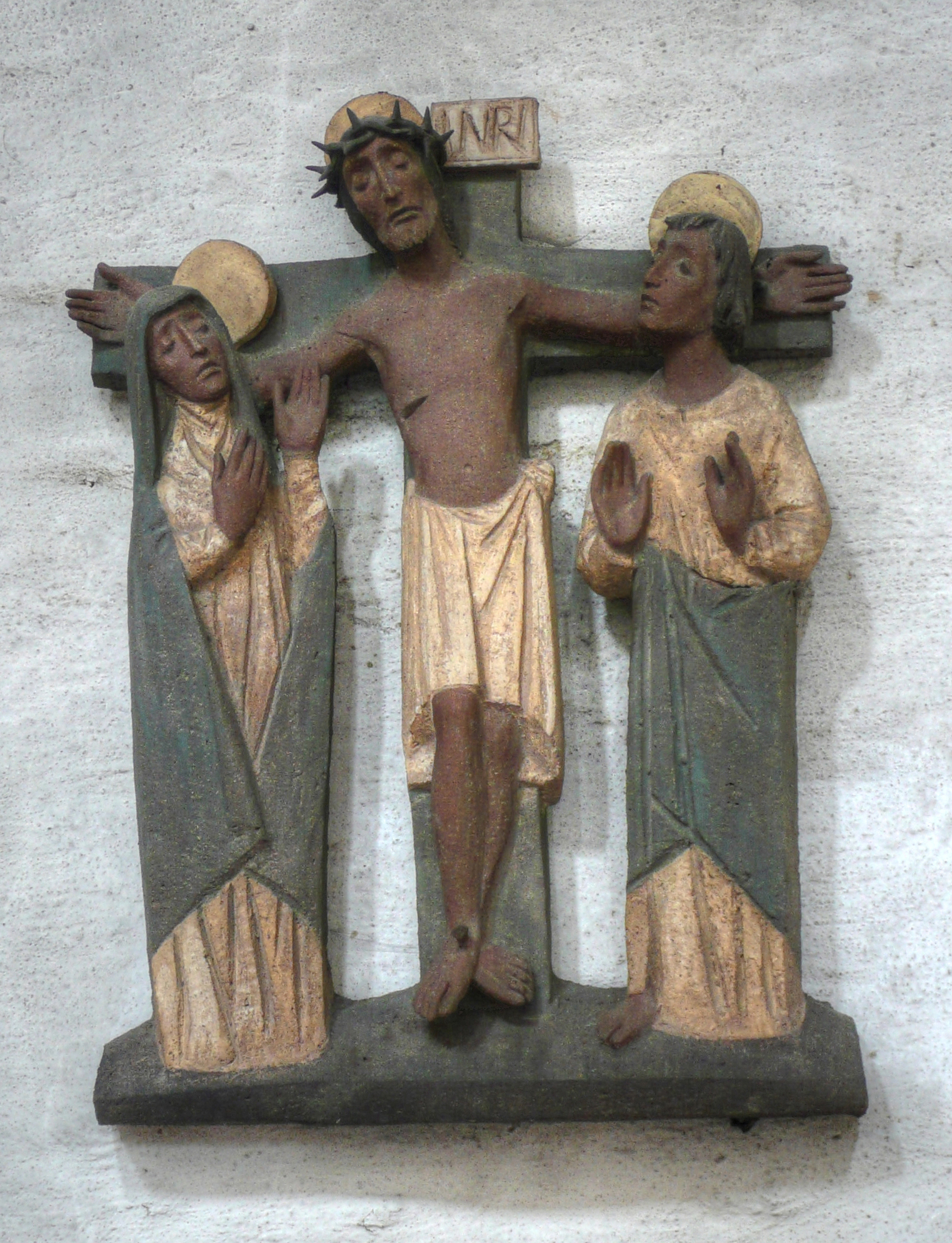
Kreuzwegstation, Anneliese Degen (Höhr-Grenzhausen), engobierter Ton, 1962
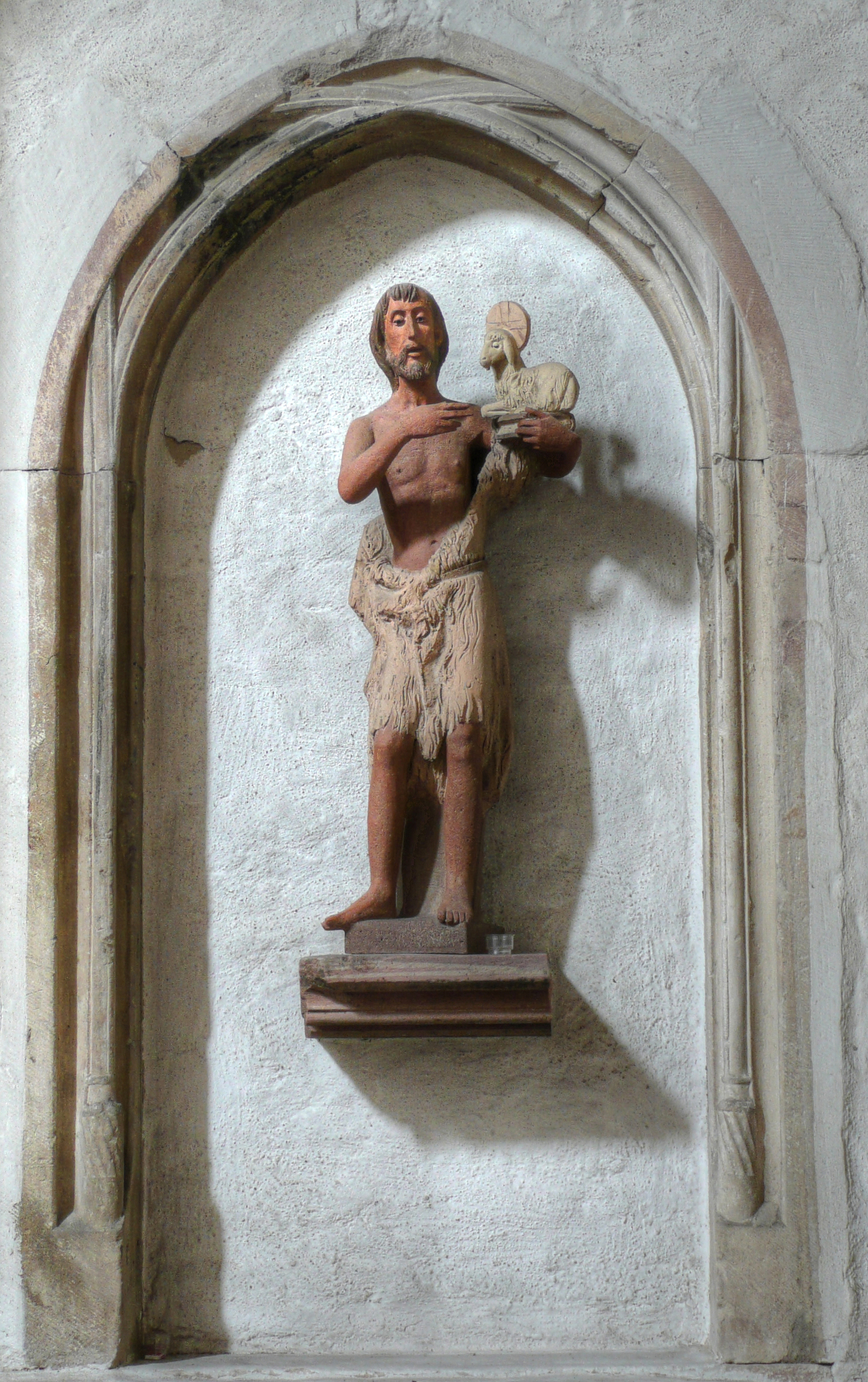
Johannes der Täufer, engobierte Tonplastik, Anneliese Degen (Höhr-Grenzhausen)

Die Kirche diente als Pfarrkirche für Johannisberg. Sie ist auch ein Raum für geistliche Konzerte von lokalen Gruppen und Konzerte des Rheingau Musik Festival. Im Jahr 1999 führten vereinte Chöre aus Geisenheim und Idstein Giacomo Puccinis Messa di Gloria und 2001 Rutters Requiem und Benjamin Brittens The Company of Heaven für Sprecher, Solisten, Chor und Orchester (1937) auf. Im Jahr 2009 sang die Neue Rheingauer Kantorei Haydns Die Schöpfung mit den Solisten Elisabeth Scholl, Daniel Sans und Andreas Pruys.

### Konzertsaal für das Rheingau Musik Festival
Der Ostflügel des Schlosses war nach der Zerstörung als Tennishalle wieder aufgebaut worden. Die kunstliebende Tatiana von Metternich-Winneburg, Gründungsmitglied des Rheingau Musik Festival, baute den Raum zu einem Konzertsaal um, in dem in der ersten Saison im Jahr 1988 dann 10 von 19 Konzerten stattfanden, denen jährlich viele Kammerkonzerte folgten. Nach dem Tod ihres Mannes wurde der Saal Fürst-von-Metternich-Saal genannt. Sie war Vorsitzende des Kuratoriums bis zu ihrem Tod. Die Tradition wird von den jetzigen Besitzern weitergeführt.

### Übernahme durch die Oetker-Gruppe
Bereits 1865 war die Domäne eine Verbindung mit der noch jungen Sektkellerei Söhnlein in Wiesbaden eingegangen. Seitdem lieferte Schloss Johannisberg Grundweine für deren Spitzen-Sekt. Hieraus ging auch die Marke „Fürst von Metternich“ hervor. Deren Cuvée wird noch heute auf Schloss Johannisberg zusammengestellt. Zur Sicherung der Geschäftsbeziehungen erwarb die zur Oetker-Gruppe gehörende Sektkellerei Söhnlein 1974 ein Miteigentumsrecht an der Domäne Schloss Johannisberg, woraus 1980 eine Mehrheit wurde. Die Verwaltung wurde mit derjenigen des Oetker-Gutes G.H. von Mumm zusammengelegt. Heute ist die Domäne zu 100 % im Besitz der zur Oetker-Gruppe gehörenden Henkell & Co. Sektkellerei. Die beiden hierin zusammengefassten Weingüter Schloss Johannisberg und G.H. von Mumm beschäftigen heute gut 40 hauptberufliche Mitarbeiter. Im Herbst kommen bis zu 120 Lesehelfer hinzu. Wolfgang Schleicher war wohl der letzte, der auf Schloss Johannisberg die Bezeichnung „Domänenrat“ führen durfte – Paul Fürst von Metternich hatte sie ihm 1987 verliehen. Sein Werk wurde mit der Auszeichnung als „Gutsverwalter des Jahres 2003“ durch den Weinführer Gault-Millau Deutschland gewürdigt.
Weingut und Schloss werden von etwa 130.000 Besuchern pro Jahr besucht.

## Neues Kloster Johannisberg

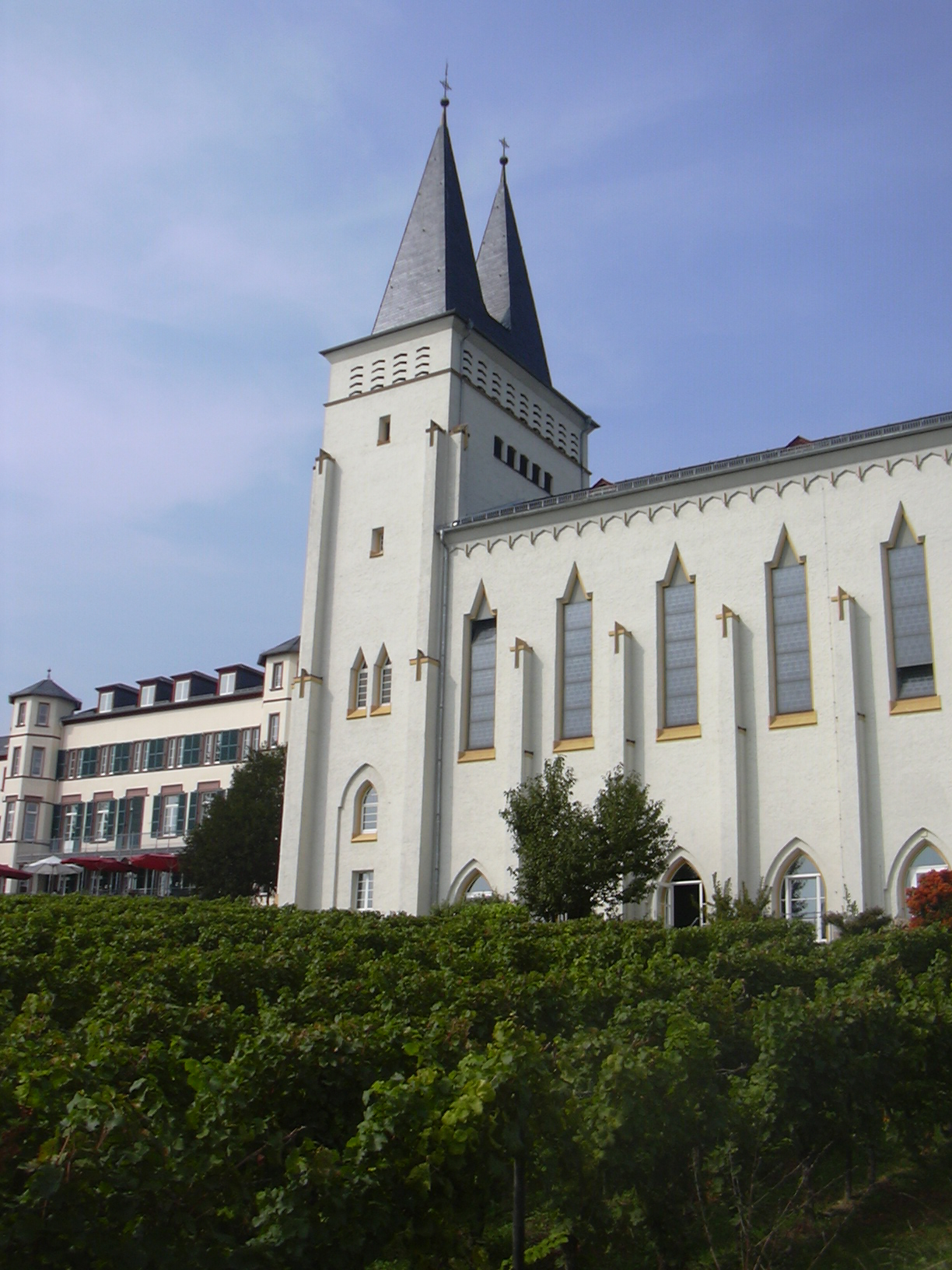
Neue Klosterkirche Johannisberg (1928)

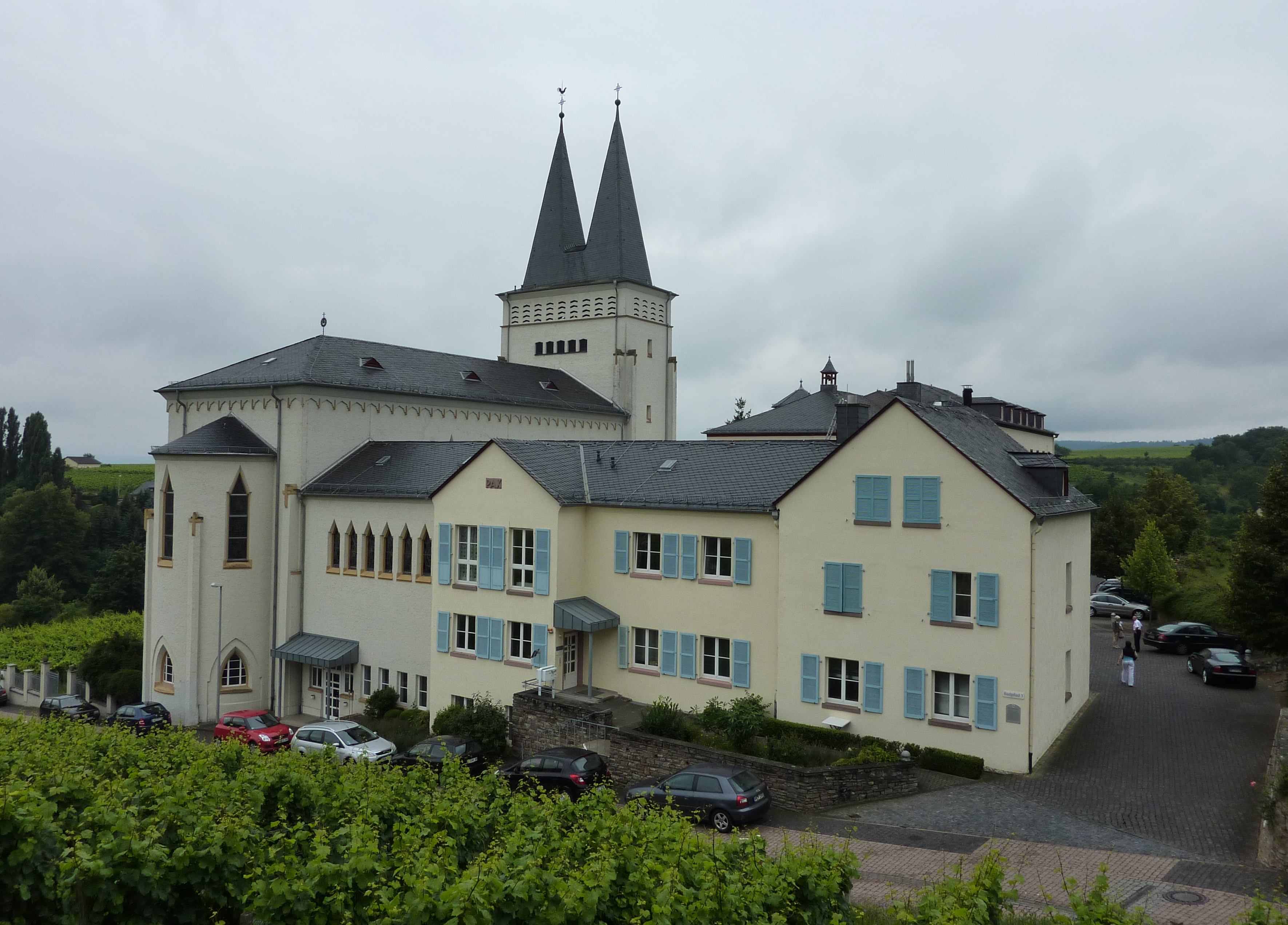
Hotelanlage Johannisberg (2009)

In keinem historischen Zusammenhang mit dem ursprünglichen Kloster steht das einen Kilometer entfernt von der Schlossanlage liegende Neue Kloster Johannisberg, das ursprünglich (erbaut 1856) eine Bad- und Heilanstalt war. 1920 kauften Benediktinerinnen vom Heiligsten Sakrament die Anlage; sie erbauten 1928 die Klosterkirche, die im Zweiten Weltkrieg nach der Zerstörung der romanischen Kirche von Schloss Johannisberg als Notkirche diente. Die Benediktinerinnen lebten in strenger Klausur und betrieben ein Altenheim. Aus Altersgründen und Mangel an Nachwuchs mussten sie 1991 aufgeben. Danach übernahmen Steyler Missionsschwestern das Kloster; sie boten auch Einkehrtage und Übernachtungen an, konnten sich jedoch aus wirtschaftlichen Gründen nur bis zum 31. Dezember 2004 halten. Seit 1. Januar 2006 ist die Anlage ein Hotel mit Gartenanlage und Restaurant.

## Lage, Boden und Klima

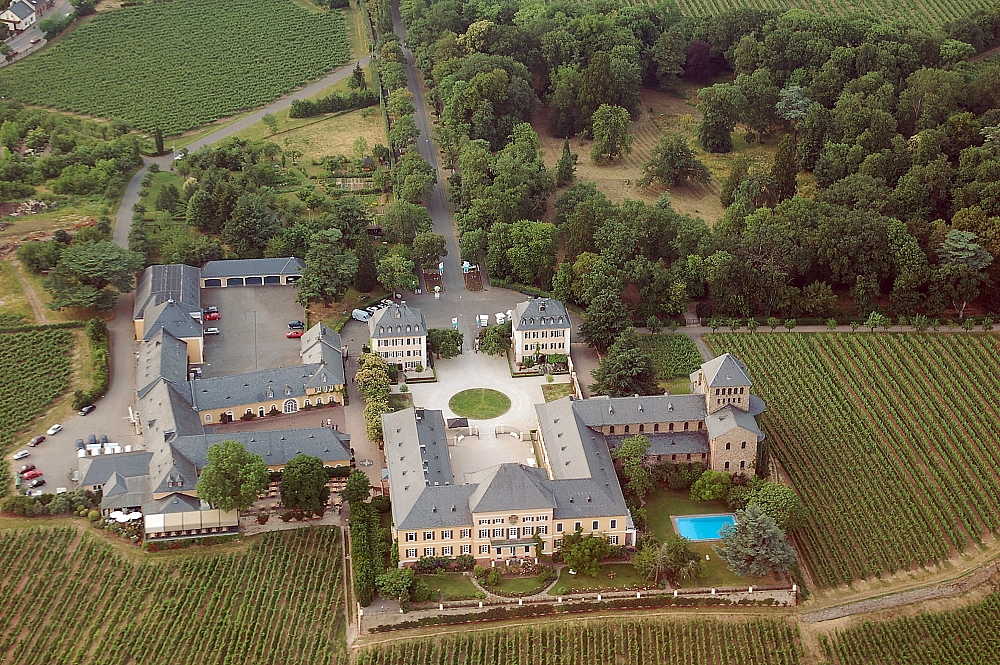
Luftaufnahme (2006)

Die Weinbergslage „Schloss Johannisberg“ ist gemessen an ihrer Ausdehnung sehr homogen. Der Weinberg stellt einen dem Taunus vorgelagerten Quarzithügel dar und ist genau nach Süden ausgerichtet. Für Rheingauer Verhältnisse ist er sehr steil. Sein Fuß liegt auf 114 m ü. NHN, die oberste Terrasse auf 181,8 Meter. Der Boden besteht aus mittel- bis tiefgründigem Löss und Lößlehm, der sich mit eisenoxid-haltigem Schiefer und dem Quarzit des Untergrundes mischt. Der Wasserabzug ist allgemein sehr gut, in trockenen Sommern leidet der obere Teil allerdings unter Wassermangel.
In dem, im Jahr 1867 von Friedrich Wilhelm Dünkelberg herausgegebenen Werk „Der nassauische Weinbau“, wird Schloss Johannisberg nach der ersten umfassenden Klassifizierung der Rheingauer Weinlagen als eine von 13 Spitzenlagen in die Klasse I eingestuft.

„Mon Dieu! wenn ich doch so viel Glauben in mir hätte, daß ich Berge versetzen könnte – der Johannisberg wäre just derjenige Berg, den ich mir überall nachkommen ließe.“

Der Johannisberg liegt exakt auf dem 50. Breitengrad, zwei Stelen im Weinberg markieren dessen genauen Verlauf. Das Klima wird durch den bis zu einem Kilometer breiten Rheinstrom temperiert. Im Winter fällt die Temperatur selten unter den Gefrierpunkt, im Gegenzug ist extreme Hitze im Sommer selten. Im Herbst erhöht die Nähe des Stromes die Luftfeuchtigkeit, was die Bildung von Edelfäule fördert.
Der Witterungsverlauf wird im Schloss Johannisberg seit über 100 Jahren erfasst. Im Mittel der Jahre 1961–1990 fielen 548 mm Niederschlag, wobei die Durchschnittswerte in den Monaten Mai bis August mit 55–60 mm am höchsten waren. In den Lesemonaten liegt die Menge nur bei 40–42 mm. Die Sonnenscheindauer beträgt im Mittel knapp 1600 Stunden pro Jahr.
Über Lesebeginn und Erntequalität gibt es seit dem Jahr 1784 lückenlose Aufzeichnungen. In diesen Verzeichnissen spiegelt sich auch die globale Erwärmung wider: fiel der mittlere Lesebeginn in den 1890er Jahren noch auf den 2. November, so verschob er sich bis in die 1950er Jahre bereits auf den 16. Oktober. In den 1990er Jahren begann die Lese dann im Mittel am 9. Oktober.

## Der Wein

### Anbau und Vinifizierung

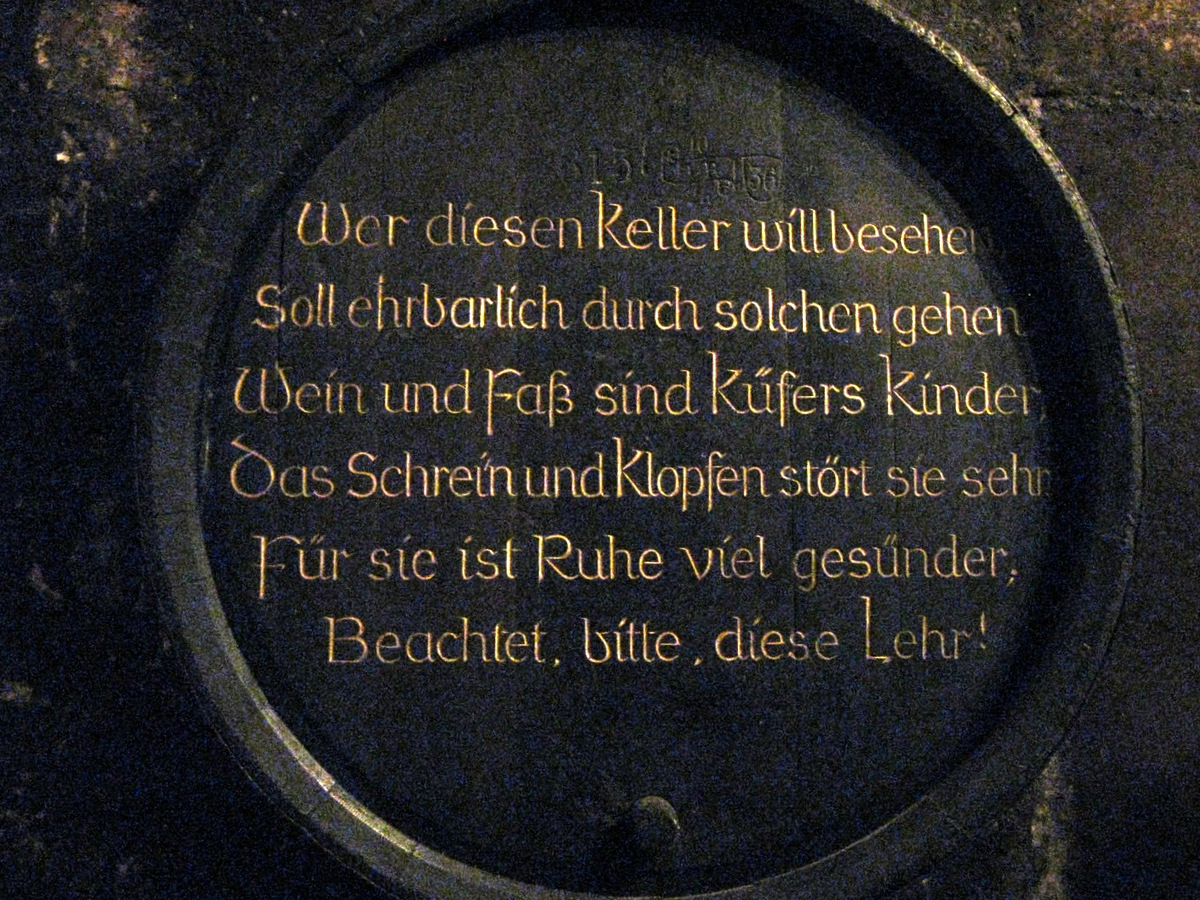
Fass im historischen Weinkeller Johannisberg

Von den 50 Hektar Weinbergsfläche stehen regelmäßig 45 Hektar im Ertrag. Sie sind ausschließlich mit Riesling bestockt. Die Pflanzdichte beträgt ca. 5000 Stöcke je Hektar. Der Durchschnittsertrag der letzten 20 Jahre liegt bei 67 hl / ha, die Schwankungen sind allerdings recht groß. Typischerweise sind die Erträge in guten Jahrgängen höher, wenn es keine Beeinträchtigungen durch Hagel oder Fäulnis gibt. Im Mittel werden 60 % Qualitätswein und 40 % Qualitätswein mit Prädikat erzeugt. Dabei setzt Schloss Johannisberg die Maßstäbe höher an, als das Weingesetz: für die jeweiligen Prädikatsstufen werden grundsätzlich fünf Grad Öchsle mehr verlangt als vorgeschrieben.
Aufgrund seiner Ausdehnung ist der Weinberg nicht völlig homogen. So wachsen im obersten Teil der Lage die Trauben für Kabinettwein, im unteren Teil diejenigen für den „einfachen“ Qualitätswein. Zur Erzielung der höchsten Prädikate eignen sich einige Parzellen besonders gut: Der westliche Schlossberg erbringt edelsüße Weine bis zur Trockenbeerenauslese, während der obere östliche Berg mit seiner niedrigen Luftfeuchtigkeit zur Erzeugung von Eisweinen prädestiniert ist.
Die Weinlese, die in der Regel in der ersten Oktoberhälfte beginnt, erfolgt ausschließlich von Hand. Die Trauben werden schonend gepresst. Der Most verbleibt drei Tage lang bei 20 °C im Gärbehälter, bevor die alkoholische Gärung in Gang gesetzt wird. Sie erfolgt sowohl in Edelstahltanks bei Temperaturen um 18 °C als auch in großen Holzfässern in dem 900-jährigen Schlosskeller.

### Qualitätsstufen
Fürst von Metternich ließ die Weinflaschen erstmals mit Siegellack verschließen, dessen Farbe über die Qualitätsstufe Auskunft gab. Heute werden für den Wein Schloss Johannisberg je nach Prädikatsstufe verschiedenfarbige Kapseln verwendet. Im Einzelnen sind dies:
- Gelblack – Qualitätswein
- Bronzelack – trocken
- Silberlack – Großes Gewächs
- Goldlack – trocken
- Rotlack – Kabinett
- Grünlack – Spätlese
- Rosalack – Auslese
- Purpurlack – Beerenauslese
- Blaulack – Trockenbeerenauslese
- Violettlack – Eiswein

In dem 1867 von Friedrich Wilhelm Dünkelberg herausgegebenen Werk „Der nassauische Weinbau“ mit der ersten Weinlagenklassifizierung im Rheingau, wird er als Weinberg der I. Klasse eingestuft.

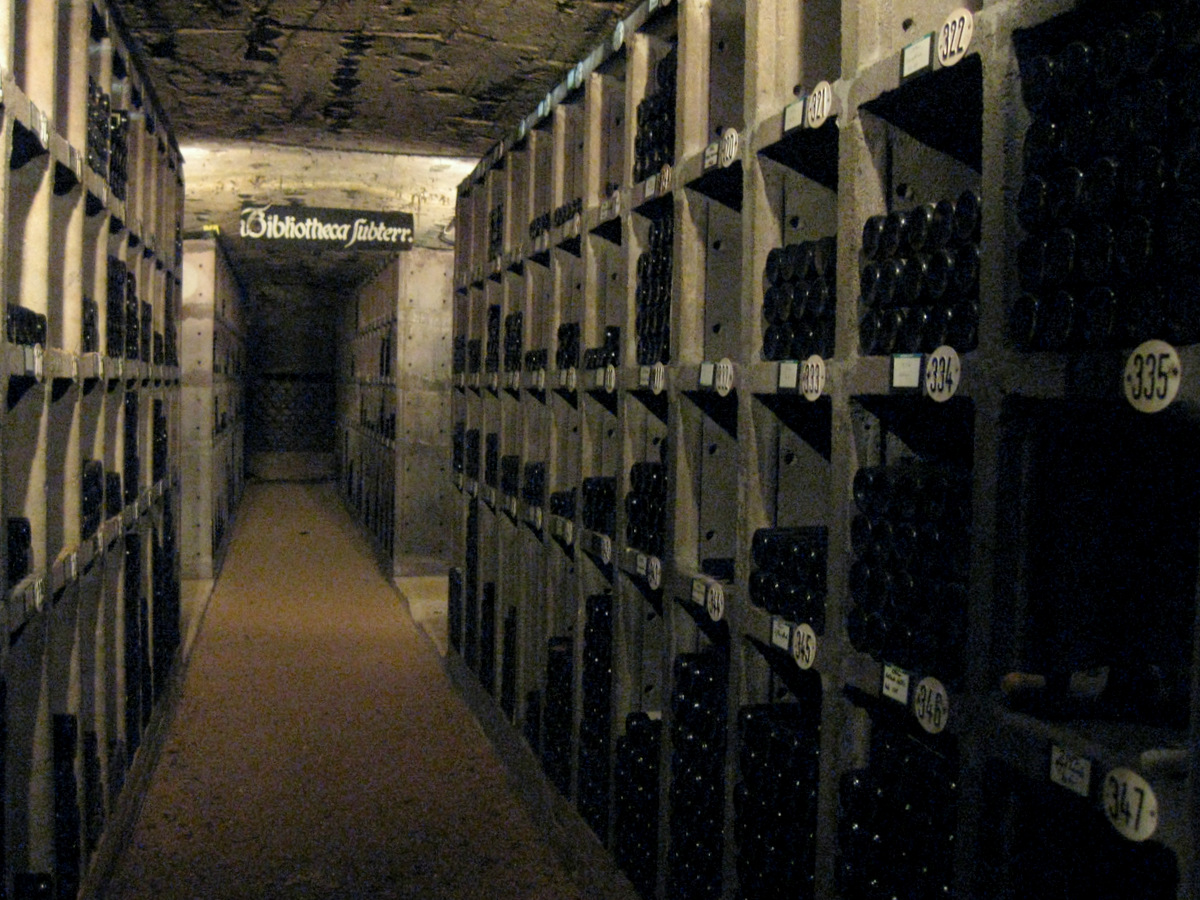
Weinbibliothek im Weinkeller Johannisberg (Rheingau)

### Charakter und Jahrgänge
Mit der modernisierten Vinifikation, die die Ausbildung komplexer Fruchtaromen fördert, hat der Wein von Schloss Johannisberg seinen Platz in der Spitzengruppe des Rheingaus wiedergewonnen. Er gilt unter Kennern als der Inbegriff des Rheingauer Rieslings. Vielschichtige Frucht und Würze vereinigen sich mit Eleganz und Delikatesse. Dabei ist er ausgesprochen nachhaltig und langlebig. Kabinette und Spätlesen können sich im Keller mehrere Jahrzehnte lang entwickeln, vor allem wenn sie halbtrocken oder mit deutlicher Restsüße ausgebaut wurden. Beerenauslesen sind mitunter noch nach 50 oder 100 Jahren ein Genuss (siehe Zitat).
Erntemengen und Qualität auf Schloss Johannisberg sind seit 1700 lückenlos dokumentiert. Die Sammlung der Bibliotheca subterranea genannten Weinschatzkammer des Schlosses reicht bis weit ins 19. Jahrhundert zurück, die älteste Flasche stammt aus dem Jahr 1748. Als große Jahrgänge der jüngsten Zeit können 1999, 2002, 2005 sowie 2009, 2011, 2013, 2015, 2016, 2018 und 2019 bezeichnet werden. Alle diese Jahrgänge haben international ausgezeichnete Weine hervorgebracht.